# كرة الطاولة في الألعاب الأولمبية الصيفية 1988
 
تم إدراج تنس الطاولة لأول مرة في البرنامج الأولمبي في دورة الألعاب الأولمبية الصيفية لعام 1988 في سيولحيث تم التنافس على أربعة أحداث 

## الدول المشاركة
تنافس إجمالي 129 رياضيًا واحد وثمانون رجلاً وثمانيةوأربعين إمرأة، يمثلون واحد وأربعون لجنة أولمبية وطنية، في أربع أحداث. 
 

## ملخص الميدالية
| الألعاب         | الذهبية                                            | الفضية                                            | البرونزية                                        |
| --------------- | -------------------------------------------------- | ------------------------------------------------- | ------------------------------------------------ |
| Men's singles   | Yoo Nam-Kyu · كوريا الجنوبية                       | Kim Ki-Taik · كوريا الجنوبية                      | Erik Lindh · السويد                              |
| Men's doubles   | Chen Longcan · and Wei Qingguang (الصين)           | Ilija Lupulesku · and Zoran Primorac (يوغوسلافيا) | Ahn Jae-Hyung · and Yoo Nam-Kyu (كوريا الجنوبية) |
| Women's singles | Chen Jing ‏ · الصين                                 | Li Huifen · الصين                                 | Jiao Zhimin · الصين                              |
| Women's doubles | Hyun Jung-Hwa · and Yang Young-Ja (كوريا الجنوبية) | Chen Jing ‏ · and Jiao Zhimin (الصين)              | Jasna Fazlić · and Gordana Perkučin (يوغوسلافيا) |

  *   البلد المضيف (مضيف)
| المرتبة | فريق    | ذهبية | فضية | برونزية | المجموع |
| ------- | ------- | ----- | ---- | ------- | ------- |
| المجموع | المجموع | 0     | 0    | 0       | 0       |